# Politika Severne Makedonije
Politika v Severni Makedoniji se izvaja v okviru parlamentarne predstavniške demokratične republike in jo izvaja vlada (ki ji predseduje predsednik Makedonije) in večstrankarski sistem. Izvršno oblast izvaja vlada. Zakonodajno moč imata tako vlada kot parlament. Sodstvo je neodvisno od izvršilne in zakonodajne oblasti. Economist Intelligence Unit je Severno Makedonijo leta 2020 ocenil za »hibridni režim«.